# 김일 (레슬링 선수)
김일(金日, 1971년 7월 25일~)은 조선민주주의인민공화국의 레슬링 선수, 지도자이다. 1992년 하계 올림픽과 1996년 하계 올림픽에서 남자 자유형 라이트플라이급 금메달을 획득했다.

## 경력
김일은 1971년 평양 서성구역에서 태어났다. 평양남교중학교 재학 중 레슬링에 입문했으며, 서성구역청소년체육학교을 졸업한 후 압록강체육단 레슬링팀에 입단했다.
1991년 조선민주주의인민공화국 청소년 국가대표 선수로 발탁되었다. 그 해 7월 체코슬로바키아 프리에비자에서 열린 세계 주니어 선수권 대회에 참가하여 국제 경기에 처음 출전했고 자유형 -48kg급에서 대한민국의 박용만을 꺾고 우승을 차지했다.
같은 해에 성인 국가대표로 발탁되었고 10월 불가리아 바르나에서 열린 1991년 세계 선수권 대회에 참가했다. 그는 소련의 부가르 오루제프의 뒤를 이어 은메달을 획득했다. 이듬해인 1992년 3월 벨라루스 민스크에서 열린 알렉산드르 메드베디 국제 대회에서 동메달을 획득했으며 4월에는 이란 테헤란에서 열린 1992년 아시아 선수권 대회에서 몽골의 체렝바타링 호스바야르를 꺾고 우승을 차지했다.
같은 해 7월 스페인 바르셀로나에서 열린 1992년 하계 올림픽에 참가했다. 그는 예선에서 오루제프, 쿠바의 알도 마르티네스, 독일의 라이너 호이가벨을 모두 꺾으며 결승에 진출했으며 결승에서 대한민국의 김종신을 만나 4-1로 꺾고 금메달을 획득했다. 이듬해인 1993년 4월 몽골 울란바토르에서 열린 1994년 아시아 선수권 대회에 참가하여 호스바야르를 꺾고 대회 2연패를 달성했다. 이 대회 이후 조선민주주의인민공화국 레슬링 대표팀이 국제 대회에 불참하면서 김일도 국제 대회에서 모습을 감췄다.
1996년 4월 중국 샤오산시에서 열린 1996년 아시아 선수권 대회에 참가하면서 3년 만에 국제 대회에 복귀했다. 그는 몽골의 루브상이싱 세르겔렝바타르를 꺾고 금메달을 획득했다. 같은 해 8월 미국 애틀랜타에서 열린 1996년 하계 올림픽에 참가하여 스웨덴의 파리보르스 베사라티, 우크라이나의 빅토르 예프테니, 대한민국의 정순원을 모두 꺾고 결승에 진출했으며 결승에서 아르메니아의 아르멘 므크르치얀을 꺾고 다시 한 번 금메달을 획득했다.
1997년 현역에서 은퇴했고 1998년에 김형직사범대학 체육학과에 입학하여 학업을 이어나갔다. 2001년에 대학을 졸업하고 체육기술련맹 중경기처 레슬링협회 부원을 시작으로 체육행정인, 지도자 경력을 시작했다. 이후 조선레슬링협회 부서기장을 거쳐 2009년에 서기장으로 승진했다.
2014년에는 정계에 진출하여 최고인민회의 대의원으로 선출되었다.
레슬링인으로서의 활동으로 조선민주주의인민공화국 정부로부터 공훈체육인, 인민체육인, 로력영웅 칭호를 받았다. 2006년에는 국제 레슬링 연맹 명예의 전당에 헌액되었다.